# Чайц-Оттевіг
Чайц-Оттевіг (нім. Zschaitz-Ottewig) — громада у Німеччині, у землі Саксонія. Підпорядковується адміністративному округу Хемніц. Входить до складу району Середня Саксонія. Складова частина об'єднання громад Острау.
Площа — 18,22 км2. Населення становить 1311 ос. (станом на 31 грудня 2020).
Офіційний код — 14 3 75 200. 

## Адміністративний поділ
Громада підрозділяється на 12 сільських округів. 

## Галерея

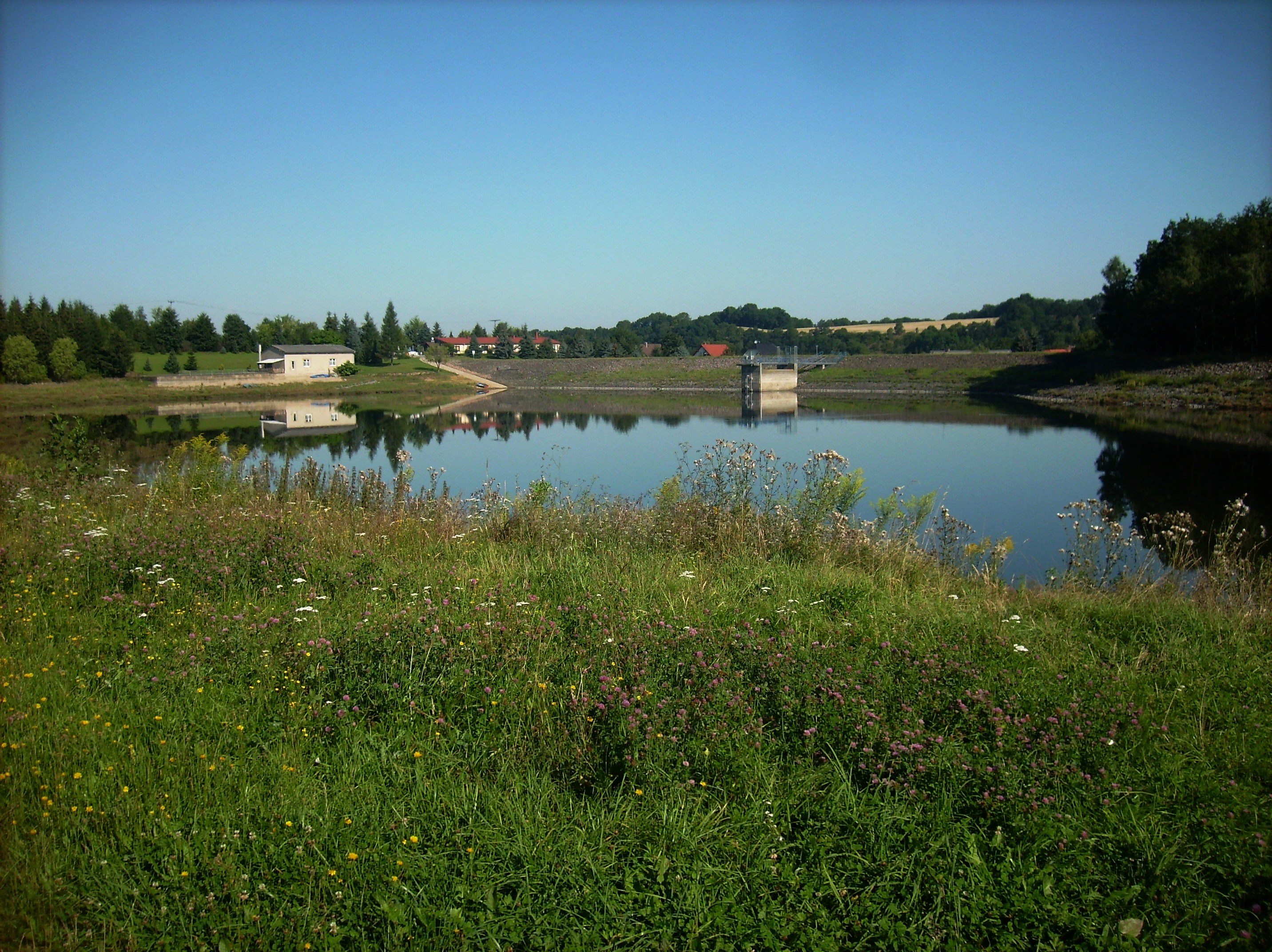